# Bollberg
Bollberg is een plaats en voormalige gemeente in de Duitse deelstaat Thüringen, en maakt deel uit van de Saale-Holzland-Kreis.
Bollberg telt  inwoners.
De bestuurlijke taken van de gemeente werden uitgevoerd door Stadtroda als erfüllende Gemeinde tot op 1 januari 2019 Bollberg in deze gemeente opging.
Bollberg · Dorna · Hainbücht · Gernewitz · Podelsatz · Stadtroda · Quirla